# Сержио Пат
Сержио Винченцо Роберто Пат (на нидерландски: Sergio Vincenzo Roberto Padt) е нидерландски вратар, футболист на българския футболен отбор Лудогорец. Младежки национал на Нидерландия до 17 г.
Шампион на България с тима на Лудогорец за Сезон 2021/2022, и носител на Суперкупата на България за 2022 г.
Пат има италиански произход.

## Професионална кариера
Пат е юноша на Аякс, където остава от 2009 до 2011 без да запише мач за първия отбор, преотстъпван през годините в различни нидерландски отбори. От 2011 до 2014 г. играе в белгийския КАА Гент, записва 55 мача. От 2014 г. до 2021 г. играе за нидерландския отбор Гронинген.
От 2021 г. е играч на Лудогорец.

## Отличия
Гронинген
- Купа на Нидерландия (1): 2014/15